# Link: The Faces of Evil och Zelda: The Wand of Gamelon
Link: The Faces of Evil och Zelda: The Wand of Gamelon var två av spelen som Philips släppte i slutet av 1993. Philips hade tillgångar till The Legend of Zelda-licenserna efter ett misslyckat samarbete med Nintendo att göra en CD-ROM-version av The Legend of Zelda: A Link to the Past. Spelen sålde dåligt och betraktas som bland de sämsta spelen i serien av de flesta Zelda-fans. Spelet finns endast till CD-i och är som de flesta andra CD-i-spel, till stora delar uppbyggt av animerade filmsekvenser.
Båda spelen har ungefär samma grafik, figurer och handling, förutom att man styr olika huvudfigurer i de olika spelen. I Link: The Faces of Evil spelar man som Link i landet Koridai, som har som uppdrag att besegra Ganon och rädda Zelda. I Zelda: The Wand of Gamelon spelar man som Zelda i landet Gamelon, som har som uppdrag att besegra Ganon och rädda Link och kungen.

## Utveckling
The Faces of Evil och The Wand of Gamelon var de första Nintendo-licenserade spelen som släpptes till CD-i. De två spelen hade en låg budget på $600 000 var och det beslutades av Cambridge, Massachusetts-baserade utvecklaren Animation Magic, som leddes av Dale DeSharon, att utveckla de två spelen samtidigt och att de skulle dela samma grafikmotor till effektivare användning av budgeten. De animerade videoklippen skapades av sex animatörer från Ryssland som hade flugit till USA för projektet.

## Mottagande
Seanbaby från Electronic Gaming Monthly ansåg att Zelda-spelen till CD-i var några av de värsta TV-spelen som någonsin gjorts. IGN ansåg spelens videoklipp vara "skamliga" och "fula", andra recensenter kallade dem "bisarra" och "ett absolut skämt".
Dessa två spel, tillsammans med Zelda's Adventure, brukar ibland kallas för "The Unholy Triforce".

## Figurer

### Morshu
Morshu är en figur i Link: The Faces of Evil. Morshu äger en affär nära ett vattenfall i banan Goronu, där han säljer lampolja, rep och bomber till sina besökare.
Morshu är även med i två tecknade scener i spelet, där han antingen berättar vad han har att sälja eller ber Link att lämna affären och komma tillbaka när Link har fler Rupees (valutan).

## Eftermäle
Videosekvenserna från både The Faces of Evil och The Wand of Gamelon har sedan 2006 blivit omgjorda till humoristiska inslag på Youtube, där de oftast går under samlingsnamnet Youtube Poop. Även andra CD-i-spel, såsom Hotel Mario, och TV-serier, såsom The Super Mario Bros. Super Show!, används ofta för att skapa dessa typer av videor. Cinemassacre.com placerade slutet till The Faces of Evil på plats 8 på deras lista "Top 10 Worst Video Game Endings" och WatchMojo.com placerade både The Faces of Evil och The Wand of Gamelon på plats 6 på deras lista "Top 10 Worst Video Games Ever".